# Tocoyena neglecta
Tocoyena neglecta là một loài thực vật có hoa trong họ Thiến thảo. Loài này được N.E.Br. miêu tả khoa học đầu tiên năm 1901.